# Şehzade Korkut
 (septembre 2020).
Şehzade Korkut, né en 1467 à Amasya et mort le 13 mars 1513 à Emet, est le fils de Bayézid II, sultan ottoman et de son épouse Nigar Hatun. Il fut régent de courte durée du trône ottoman.

## Biographie

### Jeunesse
Bien qu’il soit dit qu’il est né à Amasya en 1467 ou 1469, il n’y a pas de date clair sur l’année de naissance dans les sources. Il est le fils de Bayézid II. Dans une de ses œuvres, il écrit son nom comme Ebülhayr Mehmed Korkut. Dans les documents officiels, il n’utilisait que le nom Korkut. En 1479, son grand-père Mehmed II envoya Korkut à Istanbul avec ses autres frères pour être circoncis. Après la mort de son grand-père, il fut régent à court terme avant l’arrivée de son père dans la capitale.

### En tant que gouverneur
Selon la tradition ottomane, tous les princes (turc: şehzade) ont été tenus de travailler en tant que gouverneurs provinciaux (sandjak-bey) dans le cadre de leur formation. En 1491, Korkut est nommé gouverneur de Saruhan (Manisa en Turquie moderne). En 1502, il est nommé gouverneur de Teke (Antalya en Turquie moderne), un port sur la côte méditerranéenne. Antalya était beaucoup plus loin d’Istanbul que Manisa et Korkut a interprété cette nomination comme un signe de défaveur par son père, le sultan. Il a demandé son ancien siège; sur refus en 1509, il s’enfuit en Égypte sous prétexte de pèlerinage. L’Égypte était sous la domination mamelouk et il a été accueilli par les sultans mamelouks. Son père considérait cela comme un signe de négligence de la part de Korkut, mais le pardonna et Korkut retourna sur les terres ottomanes,. Pendant son voyage de retour à la maison, les Chevaliers de l'Ordre de Saint-Jean de Jérusalem a attaqué son navire et a essayé de le capturer, mais Korkut a réussi à s’échapper des chevaliers et rentrer chez lui en toute sécurité.

### Début de l’interrègne
Bayézid était maintenant vieux et malade. Korkut a décidé de déménager à Manisa pour se rapprocher de la capitale. Au cours de ce voyage, une partie de son trésor a été attaqué par les rebelles de Şahkulu. Plus tard, il s’est rendu secrètement à Istanbul pour avoir un rôle dans l’interrègne à venir entre ses frères et sœurs. Cependant, il n’a trouvé presque aucun partisan dans la capitale. Il a rencontré son frère Selim, qui l’a convaincu de retourner à son sandjak. Korkut abandonna alors toutes ses prétentions au trône et ne prit aucun rôle dans la guerre civile entre ses deux frères (Şehzade Ahmet et Selim Ier).

### Décès
Selim est devenu le nouveau sultan en 1512. Korkut accepta volontiers le règne de son frère. Néanmoins, Selim méfiant, décida de tester sa loyauté en lui envoyant de fausses lettres de divers bureaucrates de l’empire qui tentaient de l’encourager à prendre part à une rébellion contre Selim. Sentant que Korkut se préparait à se révolter, Selim fit exécuter Korkut en 1513 près d’Emet (autour de Kütahya en Turquie). Il a été enterré à Bursa.